# Johan Svendsen

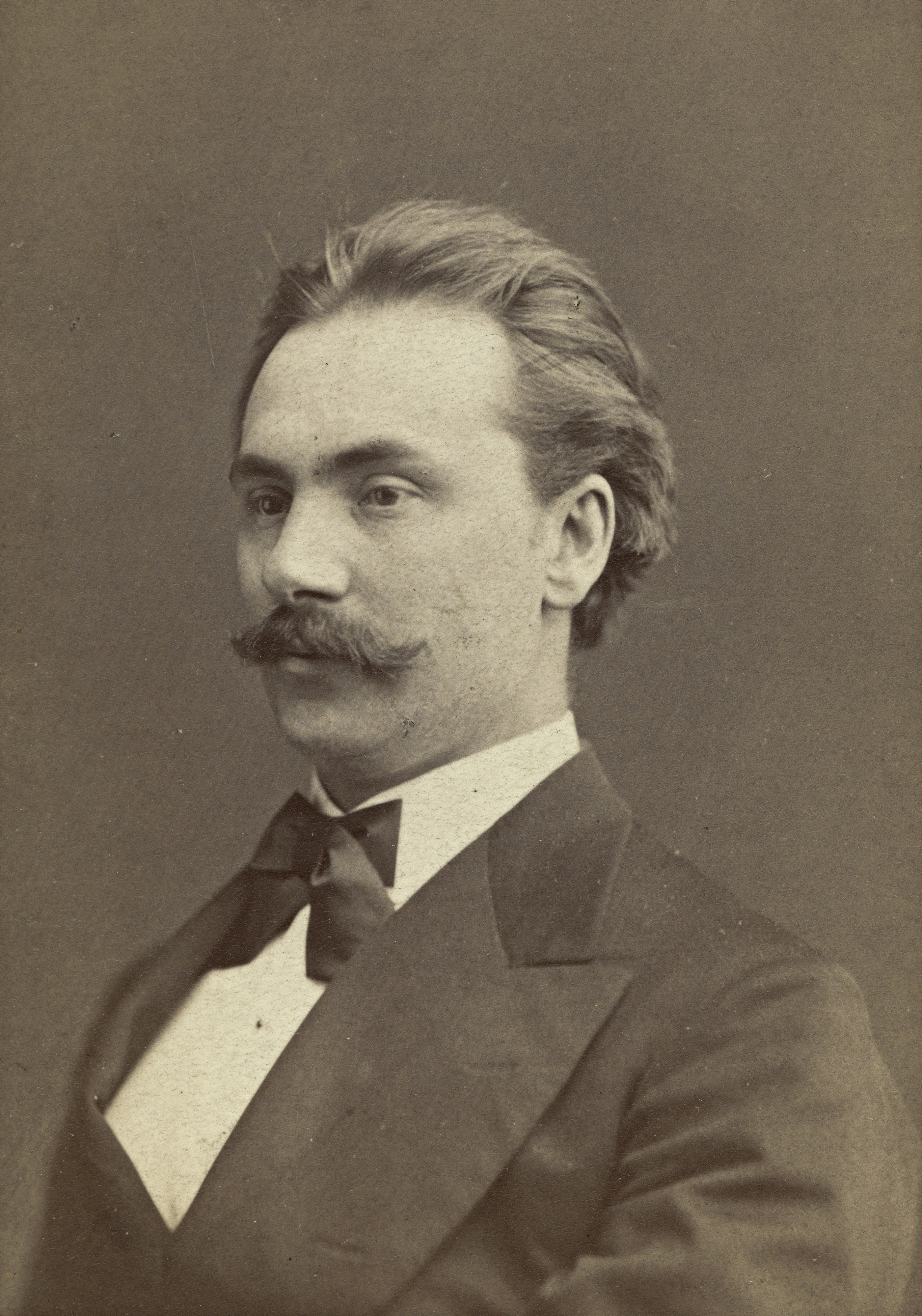
Johan Svendsen.

Johan Severin Svendsen (Christiania (Oslo), 30 de septiembre de 1840 — Copenhague (Dinamarca), 4 de junio de 1911), fue un compositor, violinista y director de orquesta noruego. Svendsen, con sus numerosas Rapsodias Noruegas para orquesta, fue, junto a Edvard Grieg, el iniciador del nacionalismo musical noruego. Gran director de orquesta, fue junto a Grieg la figura más prominente de la vida musical noruega a fines del siglo XIX.

## Biografía
Su padre tocaba en una banda militar y le dio sus primeras lecciones musicales. Johan aprendió el violín, la flauta y el clarinete, escribiendo sus primeras obras para violín a los 11 años. A los 15 ingresó al ejército y pronto fue transferido a la banda militar. Durante este periodo participó en la vida musical de la ciudad y tocó con la orquesta del Teatro de Christania. Desde 1857 a 1859 fue violinista en una serie de conciertos donde se presentaron por primera vez en Christania las sinfonías de Beethoven.
Este primer encuentro influyó decisivamente en la carrera musical de Svendsen. Sintió la necesidad de aprender más y viajó a Leipzig, donde estudió entre 1863 y 1867. En ese periodo también compuso algunas de sus mejores creaciones y desarrolló el lenguaje musical que caracterizaría todo el resto de su producción. Una de las obras escrita entonces fue el Octeto para Cuerdas que logró bastante éxito al ser estrenado.
De vuelta en Christania fue logrando una posición destacada en la vida cultural. Junto con Grieg comenzó a revitalizar el ambiente musical noruego. Grieg había sido uno de los fundadores de la orquesta de la Sociedad Musical de Christania en 1871 y Svendsen fue uno de los directores. A pesar de la carencia de fondos y recursos artísticos, fue un periodo de expansión para la cultura de la ciudad y para el mismo Svendsen. Entre las obras escritas en esa etapa están Carnaval de Artistas Noruegos, la Sinfonía n° 2, las Rapsodias Noruegas y el Romance para violín y orquesta.
Aunque Svendsen fue uno de los principales compositores de su tiempo, nunca consiguió en Christania las condiciones de trabajo que correspondían a su reputación internacional. En 1883 se le ofreció el cargo de kapellmeister en el Teatro Real de Copenhague y tras pensarlo un tiempo decidió aceptarlo. Su brillante carrera como director comenzó en septiembre de 1883, cuando presentó Lohengrin, de Richard Wagner, y su influencia se fue sintiendo cada vez más durante los 25 años que pasó en la capital danesa, dando un impulso notable a la música local con sus conciertos tanto dentro como fuera del teatro.

## Su música
La música de Svendsen recogió la herencia del conservatorio de Leipzig y si bien fue un romántico, no desarrolló un estilo radical y siempre empleó las formas clásicas. Su lenguaje armónico reveló cercanos lazos con Liszt y Wagner. Su instrumento era toda la orquesta y la exploró tanto creativa como interpretativamente, consiguiendo un brillante manejo de la orquestación y un imaginativo tratamiento del colorido orquestal. Sin embargo, la fascinación de la era romántica con el misticismo y el drama no le atrajo mucho.
La mayoría de sus obras son composiciones para gran orquesta, con una rica orquestación con la que logra un variado efecto armónico y tímbrico, aspecto en el que se asemeja a su gran amigo Wagner. Quizá, su obra más famosa sea el Romance para violín y orquesta, de estilo más clasicista, pero son más innovadoras sus dos Sinfonías y su Concierto para violín. También trabajó la música de cámara, género en el que destaca por su Cuarteto de cuerda en La menor, Op. 3.
Aunque vivió la mayor parte de su vida adulta en Copenhague, mantuvo siempre el contacto con su patria. Su música se caracterizó por la vitalidad y el tono festivo, así como sentó las bases de una tradición sinfónica en Noruega, contribuyendo a elevar el potencial de la orquesta.